# Орешин, Пётр Васильевич
Пётр Васи́льевич Оре́шин (16 [28] июля 1887, Аткарск, Саратовская губерния — 15 марта 1938, СССР) — русский и советский поэт и прозаик.
Основные направления его творчества — это поэтизация природы, сельского быта. Наиболее это выражено в книгах «Ржаное солнце» (1923), «Соломенная плаха» (1925), «Родник» (1927), «Откровенная лира» (1928). Также он писал поэмы на историко-революционные темы, автобиографическую прозу. Расстрелян. Реабилитирован посмертно.

## Биография
Родился в городе Аткарск Саратовской губернии. Отец, Василий Егорович, вывезенный из деревни на 13-м году жизни, был отдан в мануфактурную лавку. Всю свою жизнь он проработал приказчиком. Мать, Агафья Петровна, шила на продажу ситцевые рубашки, сидела дни и ночи за швейной машинкой.
Пётр на 9-м году был отдан в начальную школу, кончил её с «первой наградой» и 12-летним попал в городскую 4-классную школу. Но этой школы, за недостатком средств, не окончил и вышел через три года, хотя и сдал экзамены за третий класс. На 16-м году попал в школу бухгалтерии, но почувствовал себя не на месте. Рисовал. Работал в конторе.
Первые творческие успехи пришли в 1911 году, когда он начал печататься в «Саратовском Листке» и «Саратовском вестнике».
В 1913 году Орешин переезжает в Петербург, служит в конторе, печатается в журналах «Вестник Европы», «Заветы».
В 1914 году Орешина призывают в армию. Рядовым маршевой роты он участвовал в боях Первой мировой войны, был отмечен за храбрость двумя Георгиевскими крестами.
В 1918 году Орешин издаёт две книги стихов. Первая называлась «Зарево». На неё откликнулся рецензией С. Есенин. Ёмко и образно он определил круг тем поэзии Орешина, сравнив «Зарево» с озером, «где отражаются и месяц, и церковь, и хаты». Отражается то же, что в стихах Есенина, Клычкова, Клюева. Но мир орешинской поэзии не похож на поэтические картины его собратьев по «крестьянской купнице». Если у них почти неразличимы социальные мотивы, то Орешин с болью пишет о далеко не поэтических сторонах жизни крестьянина.
В 1920-е годы поэт активно сотрудничает со столичными и саратовскими издательствами. Ведёт активную пропагандистскую работу, пишет очень много. Печатается в газетах и журналах, одна за другой выходят книги его стихов. По инициативе Орешина при Московском Пролеткульте была создана секция крестьянских писателей. 
В 1923 году Орешин подготовил альманах «Деревня в русской поэзии», в котором собрал стихи Бунина, Бальмонта и других авторов. Политический редактор Госиздата, рассматривавший рукописный вариант книги, дал указание изъять из неё все произведения поэтов-эмигрантов. Издание так и не вышло в свет.
В 1924 году в Москве был издан сборник «Творчество народов СССР». Орешин был не только составителем этой книги, но и автором многих переводов фольклорных произведений различных народов страны.
28 октября 1937 года Пётр Орешин был арестован, 15 марта 1938 года приговорён к расстрелу и в тот же день расстрелян. Реабилитирован в 1956 году Военной коллегией Верховного суда СССР. [неавторитетный источник]
Руководящие критики клеймили Орешина, однако он оказал значительное влияние на развитие крестьянской темы в советской литературе (А. Твардовский, М. Исаковский).

## Семья
- Первая жена — Людмила Григорьева (ум. 1917), писательница.
- Вторая жена — Ольга Михайловна, урождённая Самыгина, дочь литератора Марка Криницкого, репрессирована[4].

## Адреса в Петрограде
- 1917—1918 годы — 7-я Рождественская улица, 40.

## Адреса в Москве
- 1930-е годы — Большой Могильцевский переулок, дом 6, кв.4

## Сочинения
- Зарево, П., 1918
- Красная Русь. М.,изд. ВЦИК, 1918
- Дулейка, Саратов, «Центропечать», 1920
- Берёзка, Саратов, 1920
- Набат, Саратов, 1921
- Мы, Саратов, 1921
- Голод, М., 1921
- Корявый, М., Гиз. 1922
- Алый храм, М., Гиз, 1922
- Микула, М., КН, 1922
- На голодной земле, М. 1922
- Радуга, М., Гиз, 1922
- Человек на льдине, М. 1923
- Стихотворения. Предисловие и прим. Д. Киреева. М.-Л.: Гиз, 1929
- Собрание сочинений В 4-х томах:
  - Ржаное солнце, 1923
  - Соломенная плаха, 1924
  - Родник, 1927
  - Откровенная лира, 1928
- Ничего не было. Повесть, 1926
- Злая жизнь. Повесть, 1931
- Вторая трава. М., МТП, 1933
- Под счастливым небом, 1937

### Посмертные издания
- Стихотворения и поэмы, 1958
- Повести и рассказы, 1960
- Стихи, 1964
- Избранное, 1968